# Costa Verde

Lage Asturiens in Spanien

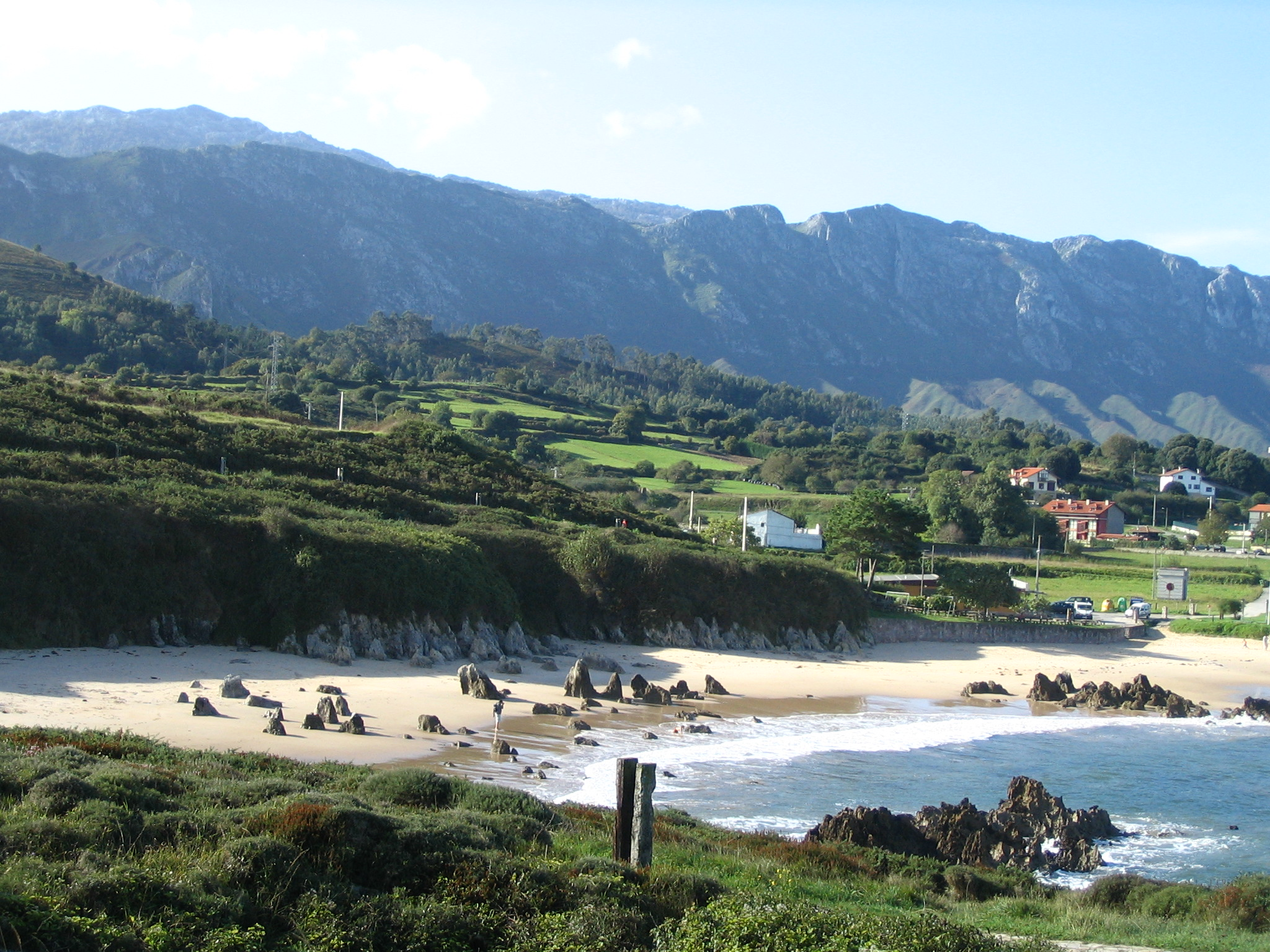
Playa des Tóro bei Llanes

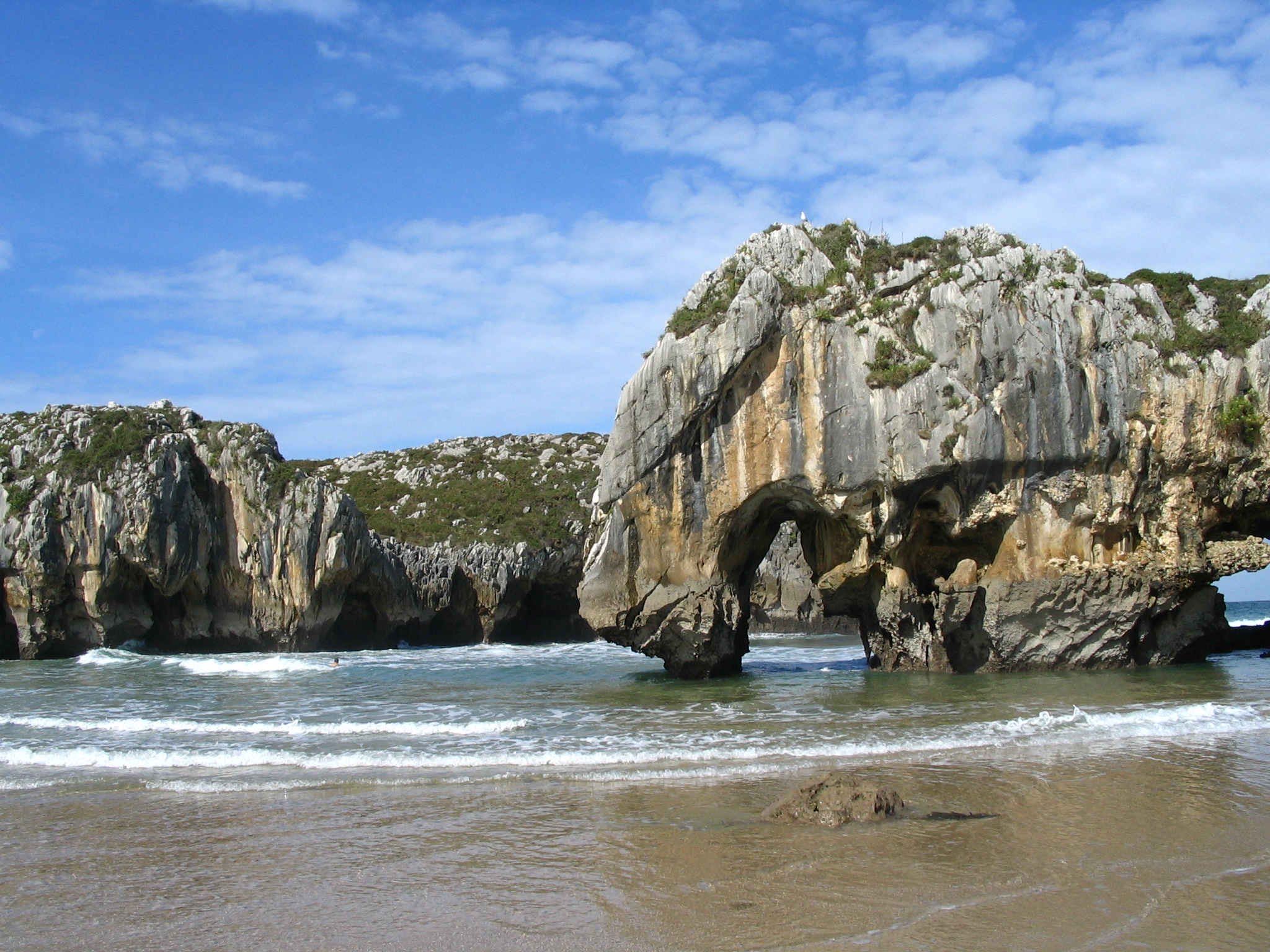
Playa Cuevas del Mar zwischen Llanes und Ribadesella

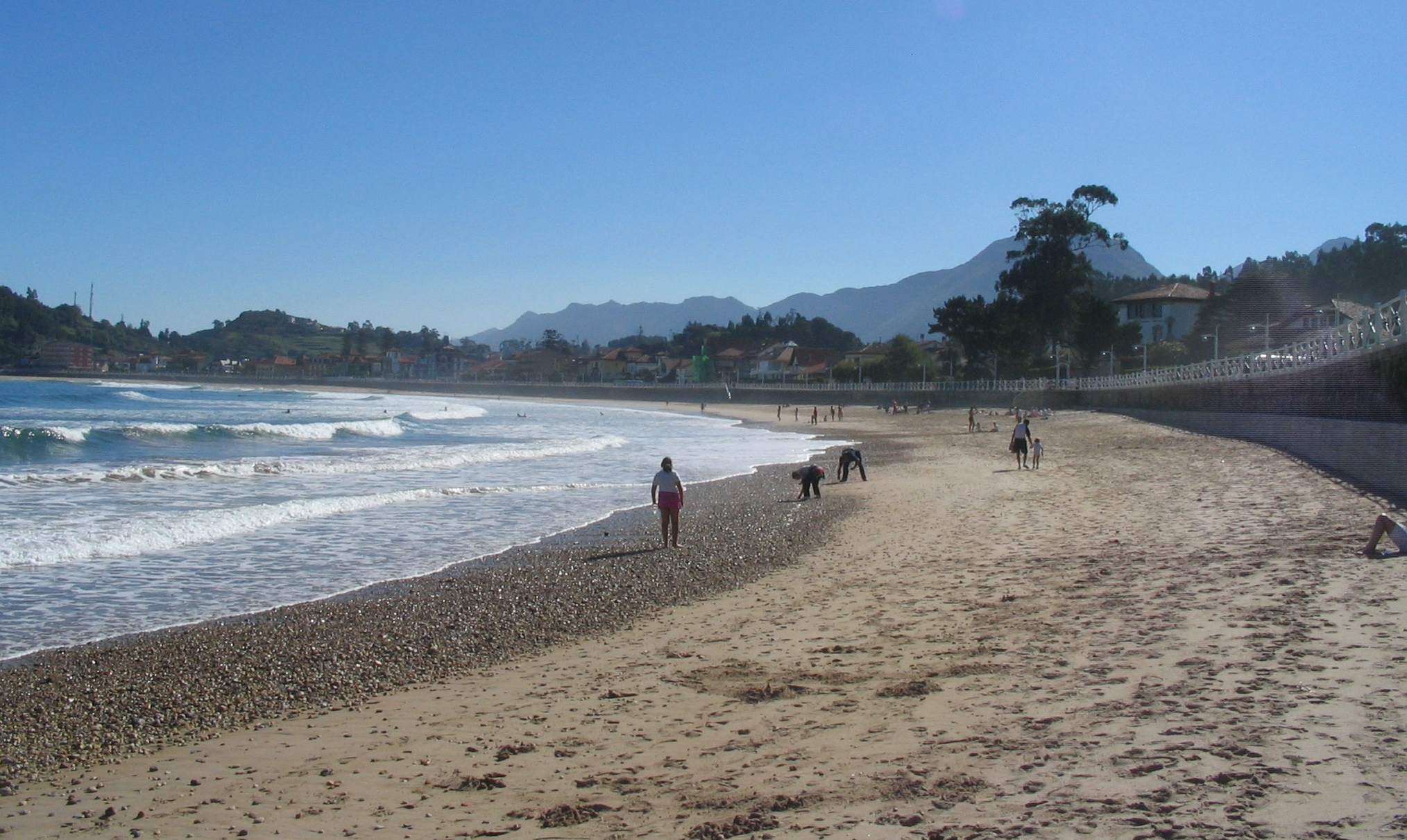
Strand von Ribadesella

Als Costa Verde („Grüne Küste“) wird die Küstenlandschaft der nordspanischen Provinz Asturien am Golf von Biskaya bezeichnet.

## Name
Wie bei vielen weiteren der spanischen Küsten handelt es sich beim Namen „Costa Verde“ nicht um eine allgemein oder historisch gebräuchliche Landschaftsbezeichnung, sondern vielmehr um eine recht junge Neuprägung zum Zwecke der Tourismusförderung. 
Offiziell wurde die Marke „Costa Verde“ per Verordnung am 13. Januar 1969 registriert, gelegentlich wurde der Name aber auch schon zuvor gebraucht, so etwa von den Veranstaltern des seit 1962 jährlich in Gijón ausgetragenen Fußballturniers Trofeo Costa Verde (heute Trofeo Villa de Gijón).
Als grün wird diese Küste bezeichnet, da in dieser regenreichen Region mit einem gemäßigten Seeklima die Landschaft deutlich grüner als in anderen Teilen Spaniens ist.

## Tourismus
Die Strände im Osten Asturiens zwischen Llanes und Ribadesella gelten nach diversen Reiseführern als die schönsten Spaniens. Dennoch ist in dieser Region kein Massentourismus wie am Mittelmeer vorhanden. 
Die Touristen kommen zum Großteil aus dem eigenen Land, um dort Tagesausflüge oder Kurzurlaube zu verbringen. Die größte Gruppe ausländischer Touristen kommt aus Großbritannien. Die Hotelpreise sind normal. 
Die Eisenbahngesellschaft FEVE betreibt eine Schmalspurbahn entlang der gesamten Costa Verde. Die Autobahn A8 verbindet die Küste durchgängig. Dennoch besteht immer noch das Problem, dass es nur mangelhafte Verkehrsverbindungen vom Norden in andere Regionen des Landes gibt, wobei die Verkehrsnetze momentan stark ausgebaut werden. Flugverbindungen aus dem Ausland zum Flughafen Asturias gibt es erst seit kurzer Zeit durch Billigfluganbieter. 

## Kultur und Sprache
Die kantabrische Küstenregion ist besonders stark von der keltischen Kultur beeinflusst worden. Besonders macht sich dieses kulturelle Erbe in der keltischen Volksmusik der Region bemerkbar, die an Musik aus diversen Regionen in Großbritannien, der Bretagne oder Irland erinnert. Diese traditionelle Musik wird von vielen zeitgenössischen Künstlern wie Hevia oder der Gruppe Felpeyu gepflegt und neu interpretiert. 
Eine keltische Sprache hat sich allerdings nicht erhalten. In der westlichsten Region Galicien ist sowohl Kastilisch (span. castellano) wie auch Galicisch (gal. galego) Amtssprache. In Kantabrien wird ausschließlich Kastilisch gesprochen, in Asturien dagegen ist neben dem Kastilischen auch das Asturische verbreitet. Alle genannten Sprachen gehören der romanischen Sprachfamilie an, nicht jedoch das u. a. im Baskenland noch gesprochene Baskische.
Die Architektur hat ihre völlige Eigenart. 
Die Speisekarte mag auf den einen oder anderen gar exotisch wirken. Zu den wichtigsten Spezialitäten zählen hierbei der Bohneneintopf Fabada, flache Kuchen aus Pastetenteig mit diversen Füllungen (Empanada) und der Apfelwein Sidra (mit Cidre nicht zu verwechseln).